# Peter Ivers
Peter Scott Ivers, né le 20 septembre 1946 dans l'Illinois et mort le 3 mars 1983 à Los Angeles, est un compositeur et musicien américain, qui s'est fait connaître par l'émission de télévision New Wave Theatre (en).
Bien que né dans l'Illinois, il a grandi à Brookline, une ville du Massachusetts. Il a étudié à la Roxbury Latin School (en), puis est entré dans le programme de langue classique de l'université de Harvard, mais a opté pour une carrière dans la musique. Au début, il ne joue que de l'harmonica. Il signe un contrat avec Epic Records en 1969.
En 1983, Peter Ivers est retrouvé mort, battu à coups de marteau dans son appartement de Los Angeles. Le tueur n'a pas été identifié.

## Discographie
- Knight of the Blue Communion (Epic, 1969)
- Take It Out on Me (Wounded Bird Records, 1971)
- Terminal Love (en) (Warner Bros., 1974)
- Peter Ivers (aussi connu sous le nom de Peter Peter Ivers; Warner Bros., 1976)
- Nirvana Peter (Warner Bros., 1985)
- The Untold Stories (K2B2 Records, 2008)